# 872
Năm 872 là một năm trong lịch Julius.